# Rachid Rokki
Rachid Rokki (Casablanca, 8 de novembro de 1974) é um ex-futebolista profissional marroquino, atacante, disputou a Copa do Mundo de 1998.